# バン・バン
「バン・バン」（Bang Bang）は、イングランドの歌手ジェシー・J、アメリカ合衆国の歌手アリアナ・グランデ、およびラッパーのニッキー・ミナージュによる楽曲である。2014年7月29日にリリースされた。

## 概要
ジェシー・Jのアルバム『スウィート・トーカー』に収録されており、同アルバムからは最先行でシングルカットされている。アリアナ・グランデのアルバム『マイ・エヴリシング』にも収録されている。
全米シングルチャートBillboard Hot 100では最高位3位、日本の洋楽チャートJapan Hot 100では40位であった。
2015年の第57回グラミー賞では最優秀ポップ・デュオ/グループ・パフォーマンス賞にノミネートされた。また、同年のキッズ・チョイス・アワード（KCA）ではフェイバリット・ソング賞を受賞した。
読売ジャイアンツの選手である長野久義が2015年に試合中の登場曲として使用した。